# Pinkerton
Pinkerton — второй студийный альбом американской рок-группы Weezer, выпущенный 24 сентября 1996 года на лейбле DGC Records. Отказавшись от планов по созданию рок-оперы Songs from the Black Hole, коллектив записал альбом в тот же период, когда автор песен, фронтмен Риверс Куомо, обучался в Гарвардском университете.
Weezer спродюсировали Pinkerton самостоятельно, создав более мрачный и резкий альбом, чем их дебютная пластинка 1994 года. В текстах Куомо описываются одиночество и разочарование в образе жизни рок-звезды. Альбом назван в честь Б. Ф. Пинкертона, персонажа оперы Джакомо Пуччини «Мадам Баттерфляй»; Куомо назвал этого героя «сволочным американским моряком, похожим на гастролирующую рок-звезду». Как и опера, альбом содержит отсылки к японской культуре.
В поддержку альбома вышло три сингла: «El Scorcho», «The Good Life» и «Pink Triangle». Pinkerton занял 19-ю строчку в американском чарте Billboard 200. Его продажи не оправдали ожиданий, а отзывы критиков были неоднозначными; читатели журнала Rolling Stone поставили его на 3-е место в списке худших альбомов 1996 года. Разочарованный Куомо вернулся к написанию более традиционных поп-песен и к менее личным текстам в последующих альбомах Weezer. Спустя годы после выхода Pinkerton подвергся переоценке и получил признание; несколько изданий назвали его одним из лучших альбомов всех времён и одним из ключевых релизов в истории альтернативной и эмо-музыки, а в 2016 году ему присвоили платиновый статус. Этот альбом Weezer стал последним, в котором принял участие басист Мэтт Шарп.

## Предыстория
В 1994 году, после мультиплатинового успеха одноимённого дебютного альбома, Weezer взяли перерыв в гастролях на Рождество. В своём родном штате Коннектикут автор песен и фронтмен Риверс Куомо начал подготовку материала для следующего альбома коллектива, используя для записи своих идей 8-дорожечный диктофон. Первоначально он задумывал научно-фантастическую рок-оперу Songs from the Black Hole, которую группа смогла разработать в 1995 году, когда время от времени собиралась на репетиции.
14 апреля 1995 года Куомо, у которого с рождения одна нога была короче другой, перенёс операцию по удлинению правой ноги, за которой последовали восемь недель болезненных сеансов физиотерапии. Фронтмен подолгу лежал в больнице, не мог ходить без трости и находился под действием обезболивающих препаратов, что повлияло на написание песен. В тот же период Куомо записался на курс классической композиции в Гарвардском университете. В письменном заявлении он описывал разочарование в образе жизни рок-музыканта: 

Каждую ночь вы встречаете двести человек, но каждый разговор обычно длится примерно тридцать секунд… Затем вы снова останетесь в номере мотеля в полном одиночестве. Или вы будете в своём автобусе, в своём маленьком пространстве, пытаясь убить девять часов, которые требуются, чтобы добраться до следующего города, каким бы он ни был.Оригинальный текст (англ.)You will meet two hundred people every night, but each conversation will generally last approximately thirty seconds … Then you will be alone again, in your motel room. Or you will be on your bus, in your little space, trying to kill the nine hours it takes to get to the next city, whichever city it is.
Куомо чувствовал, что рамки рок-музыки его стесняют. Каждый вечер после выступления в составе Weezer он слушал оперу Джакомо Пуччини «Мадам Баттерфляй»; «глубина чувств, грусть и трагедия» вдохновляли его на дальнейшее музыкальное развитие. К маю 1996 года тексты Куомо стали «более мрачными, более стихийными и открытыми, менее игривыми», и он отказался от замысла Songs from the Black Hole. Вместо этого во втором альбоме Weezer были представлены песни, написанные, когда Куомо учился в Гарварде. Они повествовали о его одиночестве, депрессии и разочаровании. Всё это Куомо называл своей «тёмной стороной».

## Запись
В августе 1995 года, незадолго до отъезда Куомо в Гарвард, участники Weezer провели две недели в студии Electric Lady в Нью-Йорке, где записали песни «Why Bother?», «Getchoo», «No Other One» и «Tired of Sex». Группа надеялась раскрыть «более глубокие и тёмные, более экспериментальные темы» и добиться лучшей передачи живого звучания. Они отказались нанимать продюсера, считая, что «лучший способ звучать по-своему — это записываться самостоятельно» (англ. «The best way for us to sound like ourselves is to record on our own»). Чтобы усилить ощущение живого, «сырого» исполнения, Куомо, гитарист Брайан Белл и басист Мэтт Шарп отказались от пошагового овердаббинга своих вокальных партий и вместо этого записывали их одновременно, собравшись вокруг трёх микрофонов.
Пока Куомо находился в Гарварде, другие участники Weezer работали над сторонними проектами. Шарп продвигал Return of the Rentals, дебютный альбом своего сольного проекта The Rentals, а Белл и барабанщик Патрик Уилсон работали над материалом для своих групп Space Twins и The Special Goodness соответственно. В январе 1996 года, во время зимних каникул Куомо, Weezer собрались на двухнедельную сессию в Sound City Studios в Ван-Найсе (Калифорния), чтобы закончить песни, над которыми уже работали в августе. После записи «El Scorcho» и «Pink Triangle» они снова разъехались, и Куомо вернулся в Гарвард.
Когда Куомо вышел на весенние каникулы 1996 года, группа Weezer окончательно переместилась из Electric Lady в Sound City Studios; прежде, чем фронтмен вернулся в университет сдавать экзамены, на студии были записаны такие композиции как «The Good Life», «Across the Sea» и «Falling for You». К середине 1996 года запись Pinkerton была полностью завершена в Лос-Анджелесе. Два дополнительных трека, «I Swear It’s True» и «Getting Up and Leaving», музыканты предпочли не добавлять в альбом; в 2010 году они вошли в переиздание Pinkerton как бонусные треки.

## Содержание

### Тематика песен и музыкальный стиль
Альбом Pinkerton отличается более мрачным и резким звуком, чем дебютная пластинка Weezer. Для него Куомо написал более откровенные, личные песни, отразив в текстах свои дисфункциональные связи, сексуальную неудовлетворенность и проблемы с самоопределением. Время звучания оригинальной версии относительно невелико, составляя чуть меньше тридцати пяти минут — согласно Куомо, альбом и «задумывался коротким».
Многие музыкальные издания сходятся в том, что альбом записан преимущественно в стиле эмо. Саймон Возик-Левинсон из Entertainment Weekly назвал альбом «возможно, звёздным часом данного жанра». Онлайн-журнал Far Out Magazine в своей статье назвал Pinkerton «эмоциональной культовой классикой», соединяющей в себе черты стилей эмо и Lo-Fi. Джилл Мейпс из Pitchfork писал: «Голубой [альбом] и продолжающий его в ещё более концентрированной форме Pinkerton стали в равной степени классикой третьей волны эмо и чувствительного инди-рока». Писатель Энди Гринуолд упомянул Pinkerton в своей книге Nothing Feels Good: Punk Rock, Teenagers, and Emo.
Ряд критиков также видят в альбоме черты других стилей. Стивен Томас Эрлевайн, критик Allmusic, писал, что в нём сохраняется характерная для группы смесь хеви-метала и пауэр-попа. Журнал New Musical Express описал альбом как «пауэр-панк-поп». Редакция Entertainment Weekly назвала альбом «шедевром альтернативы», а публицист Чак Клостерман писал, что Pinkerton начинался, как «альт-роковый эквивалент одержимого поэзией десятиклассника, который не любит даже сам себя». Веб-сайты DigitalDreamDoor, Sputnikmusic и AllMusic включили Pinkerton в списки ключевых релизов альтернативного рока.

### Композиции
В открывающей альбом песне «Tired of Sex», написанной ещё до выхода «Голубого альбома», Куомо описывает бессмысленные сексуальные контакты с групи и задаётся вопросом, почему настоящая любовь ему недоступна. Композиция «Across the Sea» была вдохновлена письмом, которое Куомо получил от японской поклонницы: «Когда я получил письмо, я влюбился в неё [поклонницу]. Это было такое прекрасное письмо. В то время мне было очень одиноко, но при этом меня угнетало, что я никогда с ней не встречусь».
«The Good Life» повествует о «возрождении» Куомо после кризиса самоопределения в качестве одиночки из Лиги плюща. Куомо, чувствовавший себя изолированным в Гарварде, написал песню, когда его «начала раздражать жизнь отшельника, которую я вёл, эта аскетическая жизнь». По его словам, он начал разочаровываться в мечте об «очищении», в попытках жить как монах или интеллектуал, ходить в университет и сохранять себя для совершенной, идеальной женщины. Написав эту песню, он начал возвращаться к жизни, но совершенно другим путём.
Главной темой седьмой композиции «El Scorcho» стала застенчивость Куомо и его неспособность завязать знакомство с девушкой во время учёбы в Гарвардском университете. Он говорил: «Эта [песня] обо мне, потому что в тот момент я сильно боялся разговора с девушкой, я знал недостаточно много о них [девушках]». Восьмая песня «Pink Triangle», выпущенная как последний сингл из альбома, посвящена однокурснику Риверса Куомо. Однажды он влюбился в девушку, а потом решил, что она лесбиянка, из-за розового треугольника, старейшего символа ЛГБТ-прайда, на её рюкзаке.

### Название
Альбом получил название в честь персонажа оперы «Мадам Баттерфляй» Бенджамина Франклина Пинкертона, который женится, а затем бросает главную героиню, японку Чио-Чио-сан. Куомо, называвший его «сволочным американским моряком, похожим на гастролирующую рок-звезду» (англ. «Asshole American sailor similar to a touring rock star»), решил, что этот персонаж будет идеальным символом для той части его личности, которую он пытался понять в песнях второго альбома. Рассматривались и другие возможные названия для альбома, включая Playboy и Diving into the Wreck (по стихотворению Адриенны Рич).
Подобно «Мадам Баттерфляй», японская культура рассматривается в альбоме с точки зрения чужака, считающего Японию хрупкой и чувственной; отсылки к Японии вырастают из романтических и сексуальных разочарований рассказчика. Куомо писал: «Pinkerton — это действительно столкновение Востока и Запада. Моя хинду-, дзен-, кёкусинкай-, самоотречённая, безэмоциональная и хладнокровная сторона против итало-американской хеви-метал-стороны». Песни в основном расположены в том хронологическом порядке, в котором фронтмен их писал, и Куомо отмечал: «альбом как бы рассказывает историю моей борьбы с моим внутренним Пинкертоном».

## Художественное оформление
Обложка альбома представляет собой картину Kambara yoru no yuki (рус. Ночной снег в Камбаре) японского художника-укиё-э Утагавы Хиросигэ, которая является частью серии гравюр «53 станции Токайдо». Тексты некоторых песен из «Мадам Баттерфляй» напечатаны на буклете винилового издания Pinkerton на оригинальном итальянском языке: «Скиталец янки в тиши морской стоянки ведёт свои дела, идя на риски. И где судьба велит, он якорь там бросает…» (итал. Dovunque al mondo lo Yankee vagabondo si gode e traffica sprezzando i rischi. Affonda l'ancora alla ventura…).
В буклете CD-изданий также находится карта с названием Isola della farfalla e penisola di cane (рус. «Остров Бабочки и полуостров Собаки»). На карте изображены корабль «USS Pinkerton» и «остров Майкел и Карли» — второе название отсылает к основательницам фан-клуба Weezer, которые после концерта группы погибли в автокатастрофе. В буклете также фигурируют имена некоторых музыкантов и других деятелей искусства, оказавших влияние на участников группы; среди них — Говард Стерн, Ингви Мальмстин, Брайан Уилсон, Лу Барлоу, Джо Мэтт, Камилла Палья и Эйс Фрейли.

## Выпуск и продвижение
Заведующий Geffen Records Тодд Салливан охарактеризовал Pinkerton как «очень смелую пластинку», при этом беспокоясь: «В каком свете это выставит Weezer? Люди могут начать воспринимать её как ещё одну заурядную поп-группу». Салливан был доволен записью и предчувствовал, что фанаты не будут разочарованы.
Группа отклонила идею видеоклипа на ведущий сингл «El Scorcho», предложенную Спайком Джонзом, который ранее способствовал популяризации Weezer как автор видеоклипов на песни «Undone — The Sweater Song» и «Buddy Holly». Куомо сказал: «Я очень хочу, чтобы на этот раз песни выглядели нетронутыми… Я очень хочу передать свои чувства напрямую, потому я так тщательно всё писал. Я бы не хотел, чтобы видео искажало суть песни или преувеличивало некоторые аспекты». В клипе на песню «El Scorcho», который был выпущен в итоге, группа играет в конференц-зале в Лос-Анджелесе, окружённая осветительными приборами, мигающими в такт музыки. Режиссёр клипа Марк Романек ушёл после многочисленных споров с Куомо, предоставив ему редактировать видео самостоятельно. Видеоклип дебютировал в шоу 120 Minutes канала MTV и транслировался с умеренной частотой.
Pinkerton дебютировал в американском хит-параде Billboard 200 на 19-м месте, и эта позиция оказалась для него в итоге самой высокой. За первую неделю было продано 47 тысяч копий, что было намного меньше продаж предыдущего альбома Weezer. Поскольку продажи Pinkerton не оправдывали ожиданий участников группы, они приняли решение снять ещё один видеоклип, который бы больше соответствовал вкусам MTV. В видеоклипе на композицию «The Good Life», снятом Джонатаном Дейтоном и Валери Фэрис с Мэри Линн Райскаб в роли доставщицы пиццы, используются одновременные съёмки с разных ракурсов, составляющие фрагментированную общую картинку. Лейбл Geffen выпустил клип максимально быстро, однако это не спасло коммерчески провальный альбом.

### Тур
В октябре 1996 года группа посетила Дальний Восток и Океанию, выступив в Австралии, Новой Зеландии и Японии. После этого музыканты вернулись в Лос-Анджелес, где Патрик Уилсон и Мэтт Шарп выступили в общенациональном радиошоу Modern Rock Live в попытке улучшить положение альбома в американских чартах. Первого ноября того же года Weezer начали тур по Северной Америке с выступления в Ventura Theatre в Вентуре (Калифорния). Пять дней спустя группа дала живой концерт в средней школе Shorecrest в Сиэтле в качестве награды за победу её ученика в конкурсе. В 1997 году несколько песен из концерта вошли в мини-альбом The Good Life, а в 2010 году — в подарочное издание Pinkerton.
Weezer продолжали гастролировать до середины 1997 года. Тур был отложен, когда в автокатастрофе погибли сёстры Майкел, Карли и Триста Аллан, возвращавшиеся домой с концерта Weezer в Денвере (Колорадо). Майкел и Карли возглавляли фан-клуб Weezer, а также участвовали в рекламных кампаниях нескольких других групп Лос-Анджелеса. Они вдохновили группу на написание песни «Mykel and Carli» — би-сайда «Undone (The Sweater Song)». Участники группы приняли решение отменить концерты тура, чтобы присутствовать на их похоронах. В августе Weezer и другие группы организовали благотворительный концерт в Лос-Анджелесе для семьи Аллан.

### Судебное разбирательство
За день до того, как Pinkerton должен был быть выпущен 24 сентября 1996 года, калифорнийское детективное агентство Pinkerton, Inc. получило через суд запретительный приказ на его выход. Компания подала в суд на группу Weezer и Geffen Records за предполагаемое нарушение федеральных прав на товарный знак, утверждая, что музыканты и лейбл попытались заработать на её репутации.
По условиям запретительного приказа, согласно которому Pinkerton, Inc. требовала возмещения ущерба в размере двух миллионов долларов, Weezer не разрешалось «продавать, распространять или рекламировать» альбом под названием «Pinkerton». Пресс-секретарь Geffen Деннис Деннехи защищал название, доказывая, что оно представляет собой отсылку к опере «Мадам Баттерфляй» и не связано с «каким бы то ни было юридическим лицом». Куомо представил суду шесть страниц объяснений причин, почему он выбрал такое название и почему он считает его важным. Дело было закрыто после того как судья постановил: «Трудности, связанные с отказом от выпуска пластинки Pinkerton, будут для Geffen Records куда более значимы, чем любые трудности, которые могут возникнуть у Pinkerton, Inc. или её акционеров, которые ошибочно предполагают, что компания имеет какое-либо отношение к альбому».

## Отзывы критиков
| Рецензии 1996 года   | Рецензии 1996 года |
| Оценки критиков      | Оценки критиков    |
| Источник             | Оценка             |
| -------------------- | ------------------ |
| Entertainment Weekly | B                  |
| The Guardian         | [ 66 ]             |
| Los Angeles Times    | [ 67 ]             |
| New Musical Express  | 7/10               |
| Pitchfork            | 7.5/10             |
| Q                    | [ 70 ]             |
| Rolling Stone        | [ 71 ]             |
| Spin                 | 7/10               |

Первые обзоры альбома были смешанными. Джефф Гординьер из Entertainment Weekly назвал Pinkerton «сборником хитов для вечеринки агорафобов» и раскритиковал решение Weezer заняться самостоятельным продюсированием: по его мнению, это привело к «неряшливой и сырой» эстетике, уступающей поп-звучанию их дебютного альбома. В обзоре для журнала Rolling Stone Роб О’Коннор назвал тексты песен Куомо «подростковыми», а композицию «Tired of Sex» «беспредметной». При этом он положительно отозвался о финальном треке «Butterfly». По словам критика, эта композиция — «подлинное наслаждение, нежный акустический номер, который напоминает винтажную, надрывающую душу красоту Big Star… Это говорит о том, что за позой странноватого подростка [Куомо] скрывается художник, уверенно продвигающийся к зрелости».
Стив Эплфорд из Los Angeles Times писал, что большинство песен альбома «небрежны и неуклюжи, но выражают по-видимому искренний, отчаянный поиск секса и любви». Марк Бомонт из NME отозвался о пластинке с похвалой, написав: «С момента, когда берущий за душу акустический плач „Butterfly“ возникает, словно Big Star на концерте в защиту окружающей среды, вы начинаете воспринимать Pinkerton, как по-настоящему трогательный альбом».
Райан Шрейбер из Pitchfork написал: «Pinkerton, возможно, слегка превосходит понимание фанатов, которых увлекло качественное производство и чистое звучание дебюта этих ребят, но если дать ему шанс, он может удивить даже кое-кого из ненавистников Weezer». Критик The Guardian Кэти Суинни написала, что Pinkerton «более шумный и грязный, чем их предыдущий альбом, и тем лучше для него». В положительном обзоре Q говорится: «Слушая каждую романтическую историю, подаваемую в идеальной куплетно-припевной формуле, можно представить, как Дженнифер Энистон бранит её у себя на кухне».
Читатели журнала поставили Pinkerton на третье место среди худших альбомов 1996 года. Некоторых слушателей возмутила сексуальная тематика текстов; Melody Maker одобрил музыку Pinkerton, но посоветовал слушателям «полностью игнорировать тексты».

## Наследие
| Ретроспективные рецензии      | Ретроспективные рецензии |
| Совокупная оценка             | Совокупная оценка        |
| Источник                      | Оценка                   |
| ----------------------------- | ------------------------ |
| Metacritic                    | 100/100 (deluxe-издание) |
| Оценки критиков               |                          |
| Источник                      | Оценка                   |
| AllMusic                      | [ 19 ]                   |
| American Songwriter           | [ 79 ]                   |
| Consequence of Sound          | [ 80 ]                   |
| Entertainment Weekly          | A                        |
| Kerrang!                      | 5/5                      |
| Pitchfork                     | 10/10                    |
| PopMatters                    | 10/10                    |
| Record Collector              | [ 85 ]                   |
| Rolling Stone                 | [ 86 ]                   |
| The Rolling Stone Album Guide | [ 87 ]                   |

Приём Pinkerton расстроил Куомо, у которого также вызывал смущение личный характер песен альбома. В августе 1997 года он написал: «Это был тяжёлый год. Дело не только в том, что весь мир сказал, что Pinkerton гроша ломаного не стоит, но и в том, что „Голубой альбом“ тоже ничего не стоит. Это была случайность. Это был видеоклип („Buddy Holly“). Я дерьмовый поэт-песенник».
После завершения Pinkerton Tour группа взяла длительный перерыв. Шарп начал отдаляться от коллектива, вскоре покинув Weezer, чтобы начать сольную карьеру. В более поздних альбомах группы его заменил Майки Уэлш.
Спустя некоторое время после выпуска Pinkerton превратился в культовый альбом, благодаря влиянию на становление многих мейнстримных эмо-групп, включая Jimmy Eat World, Saves the Day, Dashboard Confessional и Motion City Soundtrack. В 2001 году Куомо рассказывал Rolling Stone: «Самая болезненная тема в моей жизни сейчас — это культ вокруг Pinkerton. Это просто больной альбом, больной в прямом смысле слова». В том же году в Entertainment Weekly появилось следующее высказывание Куомо:
Отвратительная запись… Это была огромная болезненная ошибка, которая была допущена на глазах у сотен тысяч людей и до сих пор продолжает происходить во всё большем и большем масштабе и никак не заканчивается. Это как сильно напиться на вечеринке и излить душу перед всеми, чувствуя себя невероятно здорово, как после катарсиса, а затем проснуться на следующее утро и понять, каким полным дураком ты себя выставил.
Работая над последующими альбомами Weezer, Куомо перешёл к более простым текстам с менее личной тематикой. «Зеленый альбом» 2001 года, следующий диск группы, журнал Rolling Stone описал как «анти-Pinkerton» с обложкой и «безупречным» продюсированием, напоминающими дебютную пластинку Weezer.
Тем временем, Pinkerton постепенно получал признание, и поклонники и критики начали причислять его к лучшим работам Weezer. В 2002 году читатели журнала Rolling Stone поставили Pinkerton на 16-е место в списке величайших альбомов всех времён. Два года спустя этот же журнал выпустил новый обзор альбома, присудив ему пять баллов из пяти и добавив его в «Зал славы Rolling Stone». В 2003 году Pitchfork поставил Pinkerton высшую оценку и присвоил ему 53-ю позицию среди лучших альбомов 1990-х. В списке NME «500 величайших альбомов всех времён» альбом поставили на 108-ю строчку, что было выше позиций Appetite for Destruction, Disintegration и The Dark Side of the Moon. В первом десятилетии XXI века он фигурировал в списках лучших альбомов ещё в ряде изданий, включая Spin и Drowned in Sound. В 2001 году альбому присвоили золотой статус в США. К середине 2009 года было продано свыше 852 тысяч копий. В 2016 году, почти через двадцать лет после выхода Pinkerton, альбом получил статус платинового с более чем миллионом проданных копий в США.
К 2008 году Куомо пересмотрел своё отношение к альбому, выразив его так: «Pinkerton великолепен. Он сверхглубокий, смелый и самобытный. Слушая его, я могу сказать, что именно к этому стремился, когда сочинял и записывал многие из эти песен». В 2010 году гитарист Белл сказал в интервью The Aquarian Weekly: «Pinkerton определённо зажил собственной жизнью и стал более успешным и более популярным… Как художник, ты просто должен делать то, во что ты веришь в данный момент, воспримут это или нет. Нужно лишь продолжать в том же духе».
В 2010 году Weezer отправились в тур Memories, впервые полностью сыграв все песни из «Голубого альбома» и Pinkerton. Куомо сказал о туре: «В последний раз, когда мы играли все эти песни [из альбома Pinkerton], они рухнули, как свинцовый шар. Я помню это чувство полного отторжения. И теперь увидеть, как 5500 человек подпевают каждому слову в каждой песне альбома, даже самой трудной, было неоценимо для моей уверенности в себе».

### Итоговые списки
| Издатель         | Год  | Название                                                 | Позиция | Источник |
| ---------------- | ---- | -------------------------------------------------------- | ------- | -------- |
| DigitalDreamDoor | 2020 | 100 величайших альбомов 1996 года                        | 9       | [ 106 ]  |
| Guitar World     | 2005 | Топ 100 гитарных альбомов всех времён                    | 76      | [ 107 ]  |
| Magnet           | 2003 | Топ 60 альбомов 1993—2003                                | 17      | [ 108 ]  |
| NME              | 2013 | «500 величайших альбомов всех времён»                    | 108     | [ 98 ]   |
| Pitchfork        | 2003 | Топ 100 альбомов 90-х                                    | 53      | [ 97 ]   |
| Pure Pop         | 2000 | 50 лучших альбомов 90-х                                  | 21      | [ 109 ]  |
| Pure Pop         | 2003 | 25 лучших альбомов с тех пор как Курт Кобейн покинул нас | 9       | [ 109 ]  |
| Pure Pop         | 2004 | 60 важнейших альбомов всем времён                        | 2       | [ 109 ]  |
| Rolling Stone    | 2010 | 100 величайших альбомов 90-х                             | 48      | [ 110 ]  |
| Slant Magazine   | 2006 | 10 лучших альбомов 1996 года                             | 5       | [ 111 ]  |
| Spin             | 2005 | 100 величайших альбомов 1985—2005                        | 61      | [ 99 ]   |
| The Movement     | 2004 | 101 лучший альбом 90-х                                   | 12      | [ 112 ]  |

### Петиция о роспуске группы
Несмотря на то, что после выхода Pinkerton группа записала ещё шесть студийных альбомов, ни один из них не снискал такого же успеха, как у первых двух. В связи с этим в 2010 году была создана петиция о роспуске группы Weezer. Её авторы аргументировали свою позицию тем, что «группа не записала ни одной достойной записи со времён Pinkerton». Была развёрнута кампания по сбору 10 млн долларов, которые организатор мероприятия Джеймс Бернс намеревался отдать участникам квартета за его роспуск. Он рассчитал, что каждому, кто купил альбом Pinkerton, достаточно будет вложить двенадцать долларов, чтобы собрать требуемую сумму. Бернс заявил:
Каждый год Риверс Куомо клянётся, что изменился и новый альбом — лучшее, что было сделано после Pinkerton. И что происходит? Он опять выпускает ерунду! Я устал от того, что мои друзья из года в год оказываются обманутыми.
К началу октября 2010 года были собраны менее 300 долларов.

## Переиздания и другие релизы
2 ноября 2010 года лейбл DGC Records выпустил подарочное издание Pinkerton, включавшее дополнительный диск с записями живых выступлений, би-сайдов и ранее не издававшихся песен. Переиздание получило высшую оценку на веб-сайте Metacritic.
Альбом-компиляция Куомо 2011 года Alone III: The Pinkerton Years включает демозаписи, записанные в период между 1993 и 1996 годами, когда автор учился в Гарварде и писал материал для альбома Pinkerton и незавершённой рок-оперы Songs from the Black Hole. Альбом был выпущен в комплекте с книгой The Pinkerton Diaries, в которой собраны черновики, дневники и записки Куомо той эпохи.
В мае 2016 года Pinkerton был переиздан на виниле студией «Vinyl Me, Please». Альбом отпечатан на «тёмно-синем полупрозрачном виниле с чёрными прожилками под мрамор» и упакован в специальный конверт со всплывающим изображением, нестандартным буклетом с текстами песен, иллюстрацией японского художника Фуко Уэды и рецептом коктейля с саке.

## Список композиций
Слова и музыка всех песен — Риверса Куомо, кроме указанных.
| №                   | Название            | Длительность |
| ------------------- | ------------------- | ------------ |
| 1.                  | «Tired of Sex»      | 3:01         |
| 2.                  | «Getchoo»           | 2:52         |
| 3.                  | «No Other One»      | 3:01         |
| 4.                  | «Why Bother?»       | 2:08         |
| 5.                  | «Across the Sea»    | 4:32         |
| 6.                  | «The Good Life»     | 4:17         |
| 7.                  | «El Scorcho»        | 4:03         |
| 8.                  | «Pink Triangle»     | 3:58         |
| 9.                  | «Falling for You»   | 3:47         |
| 10.                 | «Butterfly»         | 2:53         |
| Общая длительность: | Общая длительность: | 34:36        |

### Deluxe Edition
| №   | Название                                                          | Длительность |
| --- | ----------------------------------------------------------------- | ------------ |
| 11. | «You Gave Your Love to Me Softly»                                 | 1:57         |
| 12. | «Devotion»                                                        | 3:11         |
| 13. | «The Good Life» (Radio Remix)                                     | 4:08         |
| 14. | «Waiting on You»                                                  | 4:13         |
| 15. | «I Just Threw out the Love of My Dreams»                          | 2:39         |
| 16. | «The Good Life» (Live and Acoustic)                               | 4:40         |
| 17. | «Pink Triangle» (Radio Remix)                                     | 4:02         |
| 18. | «I Swear It's True»                                               | 3:19         |
| 19. | «Pink Triangle» (Live and Acoustic)                               | 4:18         |
| 20. | «Interview – 107.7 The End – Blue vs. Pinkerton» (Unlisted Track) | 1:32         |

| №   | Название                                        | Автор(ы)                    | Длительность |
| --- | ----------------------------------------------- | --------------------------- | ------------ |
| 1.  | «You Won't Get With Me Tonight»                 |                             | 3:29         |
| 2.  | «The Good Life» (Live at Y100 Sonic Session)    |                             | 4:37         |
| 3.  | «El Scorcho» (Live at Y100 Sonic Session)       |                             | 4:07         |
| 4.  | «Pink Triangle» (Live at Y100 Sonic Session)    |                             | 4:10         |
| 5.  | «Why Bother?» (Live at Reading Festival 1996)   |                             | 2:18         |
| 6.  | «El Scorcho» (Live at Reading Festival 1996)    |                             | 4:09         |
| 7.  | «Pink Triangle» (Live at Reading Festival 1996) |                             | 4:52         |
| 8.  | «The Good Life» (Live at X96)                   |                             | 4:13         |
| 9.  | «El Scorcho» (Live and acoustic)                |                             | 4:26         |
| 10. | «Across the Sea Piano Noodles»                  |                             | 0:38         |
| 11. | «Butterfly» (Alternate Take)                    |                             | 2:48         |
| 12. | «Long Time Sunshine»                            |                             | 4:17         |
| 13. | «Getting Up and Leaving»                        | Риверс Куомо, Патрик Уилсон | 3:28         |
| 14. | «Tired of Sex» (Tracking Rough)                 |                             | 2:58         |
| 15. | «Getchoo» (Tracking Rough)                      |                             | 2:57         |
| 16. | «Tragic Girl»                                   |                             | 5:26         |

## Участники записи
Weezer
- Риверс Куомо — гитара, вокал, клавишные, колокольчики, кларнет
- Патрик Уилсон[англ.] — ударные
- Брайан Белл[англ.] — гитара, бэк-вокал
- Мэтт Шарп[англ.] — бас-гитара, бэк-вокал

## Позиции в хит-парадах
| Хит-парад (1996) | Высшая позиция |
| ---------------- | -------------- |
| Австралия        | 38             |
| Австрия          | 41             |
| Великобритания   | 43             |
| Германия         | 65             |
| Нидерланды       | 94             |
| США              | 19             |
| Швеция           | 4              |

### Годовые чарты
| Хит-парад (2002) | Высшая позиция |
| ---------------- | -------------- |
| Канада           | 137            |

## Сертификация
| Страна | Статус     | Продажи   |
| --- | ---------- | --------- |
| Великобритания | Серебряный | 60 000    |
| Канада | Золотой    | 50 000^   |
| США | Платиновый | 1 000 000 |
| ^ данные о поставках основаны только на сертификации; данные о продажах и стриминговых трансляциях основаны только на сертификации |            |           |

## Комментарии
1. ↑  В Electric Lady группа записывала также свой дебютный альбом Weezer
2. ↑  Через полтора года после выхода Pinkerton Куомо узнал, что сама эта девушка не была лесбиянкой, но выражала розовым треугольником свою поддержку ЛГБТ-сообществу[40].